# Simon de Vries Czn
Simon de Vries Czn. (Zaandam, 9 januari 1869 - Wassenaar, 27 september 1961) was een ARP-Kamerlid en minister van Financiën in het kabinet-Ruijs de Beerenbrouck I.
Voor hij de politiek inging was hij onderwijzer en advocaat. De Vries Czn. was tijdens de kabinetsformatie van 1918 als minister tweede keuze, nadat Thesaurier-Generaal Leonardus Trip de functie had geweigerd. Hij trachtte zich met humor staande te houden, maar verdween voortijdig vanwege kritiek op zijn optreden. Voor zijn ministerschap was hij wethouder in de gemeente Amsterdam; na zijn aftreden werd hij wethouder van de gemeente Den Haag.
De Vries zat van 1902 tot 1905 en van 1907 tot 1908 in de Tweede Kamer, van 1907 tot 1913 in de Provinciale Staten van Noord-Holland en van 1922 tot 1923 in de Eerste Kamer.
De Vries Czn. behoorde tot de Gereformeerde Kerken in Nederland.

## Trivia
De toevoeging Czn achter de naam staat voor Corneliszoon, om verwarring tussen meerdere personen met de naam S. de Vries te voorkomen.
- Biografisch Portaal: 31881849
- Parlement.com: vg09llcdrbx9